# Автошлях E70
Європейський маршрут Е70 — європейський автомобільний маршрут категорії А, що з'єднує Ла-Корунью (Іспанія) на заході і Поті (Грузія) на сході. Довжина маршруту — 5 114 км.

## Міста, через які проходить маршрут
Маршрут Е70 проходить через 10 європейських країн, і включає поромну переправу з Варни, Болгарія в Самсун, Туреччина.
- (686 км): Ла-Корунья - Ов'єдо - Більбао - Сан-Себастьян - Ірун -
- (989 км): Біарриц - Байонна - Бордо - Брив-ла-Гаярд - Клермон-Ферран - Сент-Етьєн - Ліон - Шамбері -
- (625 км): Турин - Алессандрія - Брешія - Верона - Падуя - біля Венеції - Трієст - Монрупіно -
- (186 км): Постойна - Любляна -
- (306 км): Брегана - Загреб - Славонський Брод - Жупаня -
- (205 км): Белград -
- (695 км): Базель - Лугож - Карансебеш - Дробета-Турну-Северин - Крайова -  Олександрія - Бухарест -  Джурджу -
- (186 км): Русе - Разград - Шумен - Варна -
- : Самсун - Орду - Трабзон -
- : Сарпі - Батумі - Кобулеті - Поті

Е70 перетинається з маршрутами
|  | - E01 - E804 - E05 - E80 - E72 - E606 - E11 - E15 - E611 |  | - E711 - E712 - E64 - E612 - E717 - E25 - E74 - E62 - E45 |  | - E55 - E61 - E57 - E65 - E59 - E71 - E73 - E75 - E763 |  | - E671 - E771 - E79 - E81 - E574 - E85 - E60 - E772 - E87 |  | - E95 - E97 |

## Фотографії

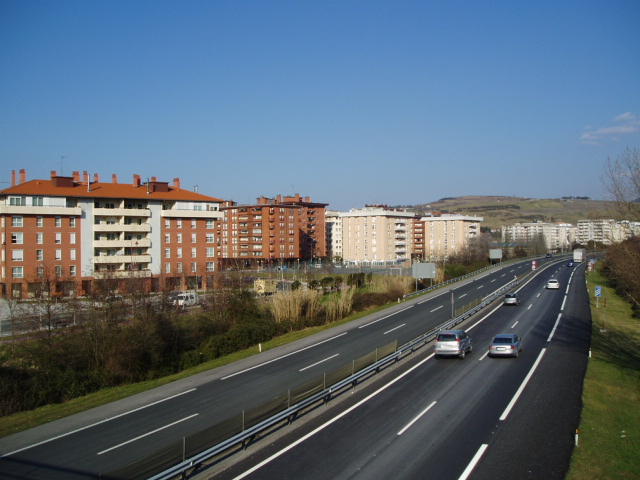
Е70 біля Сарауса, Іспанія
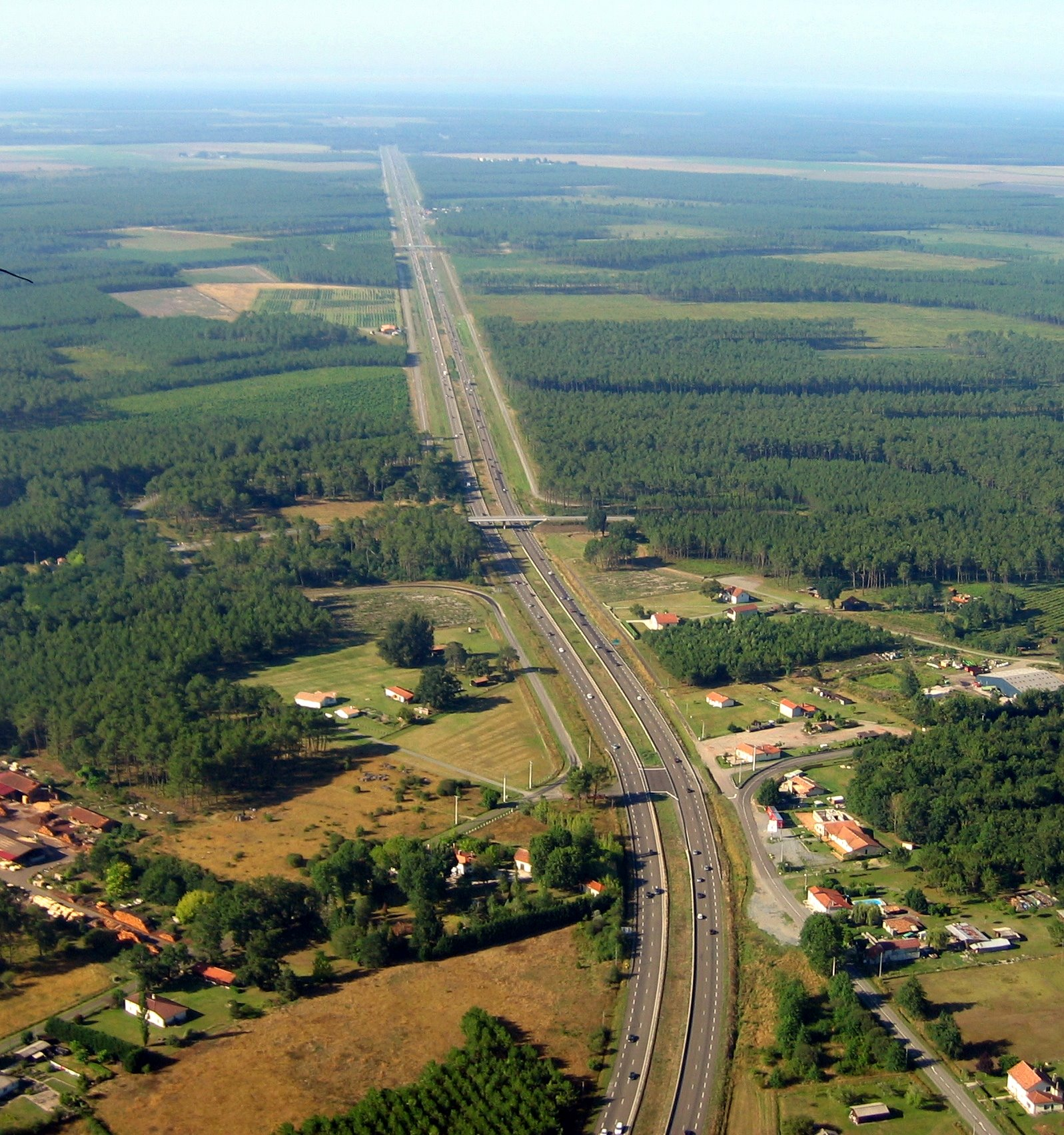
Е70 у Франції
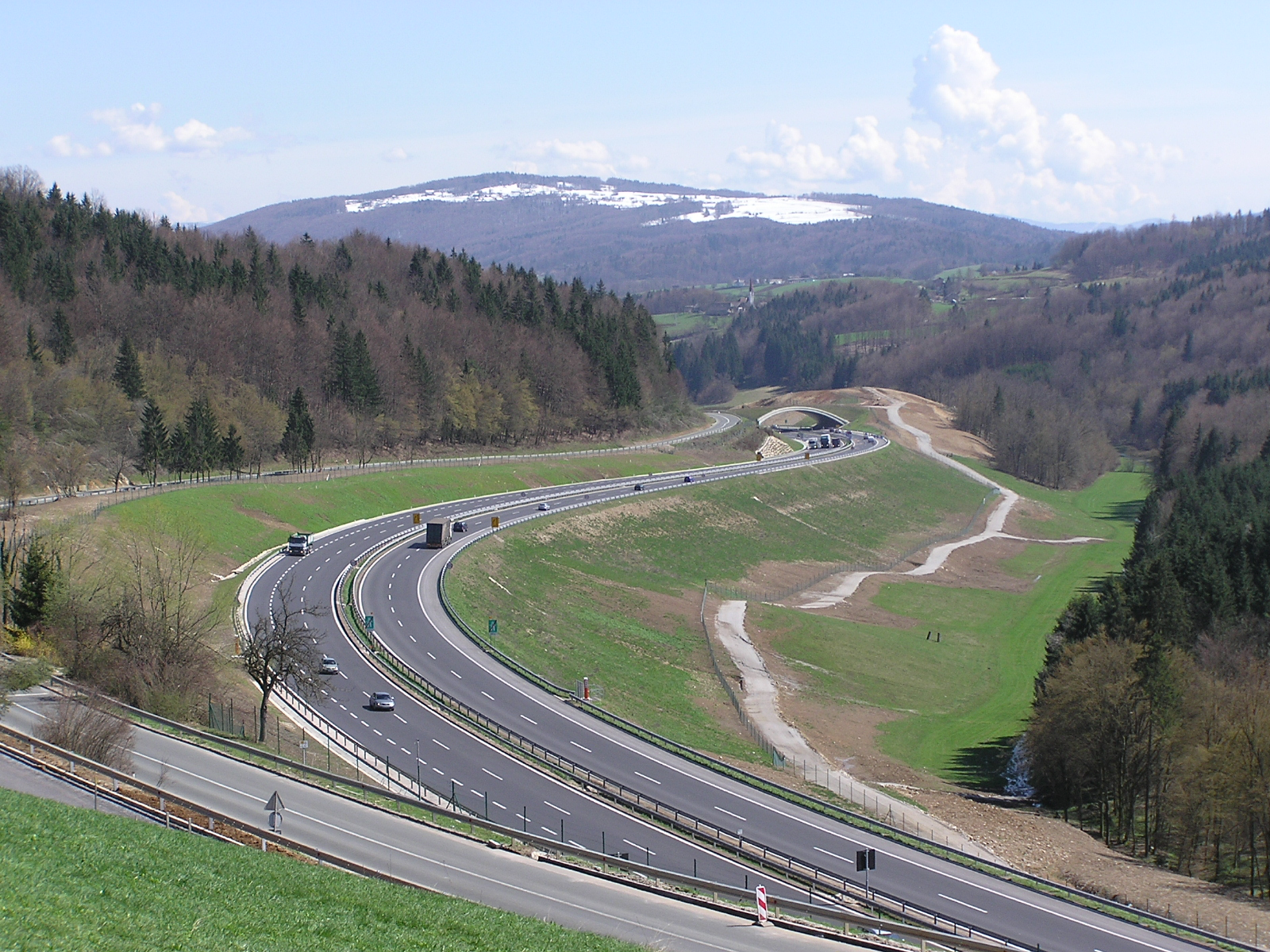
Е70 в Словенії
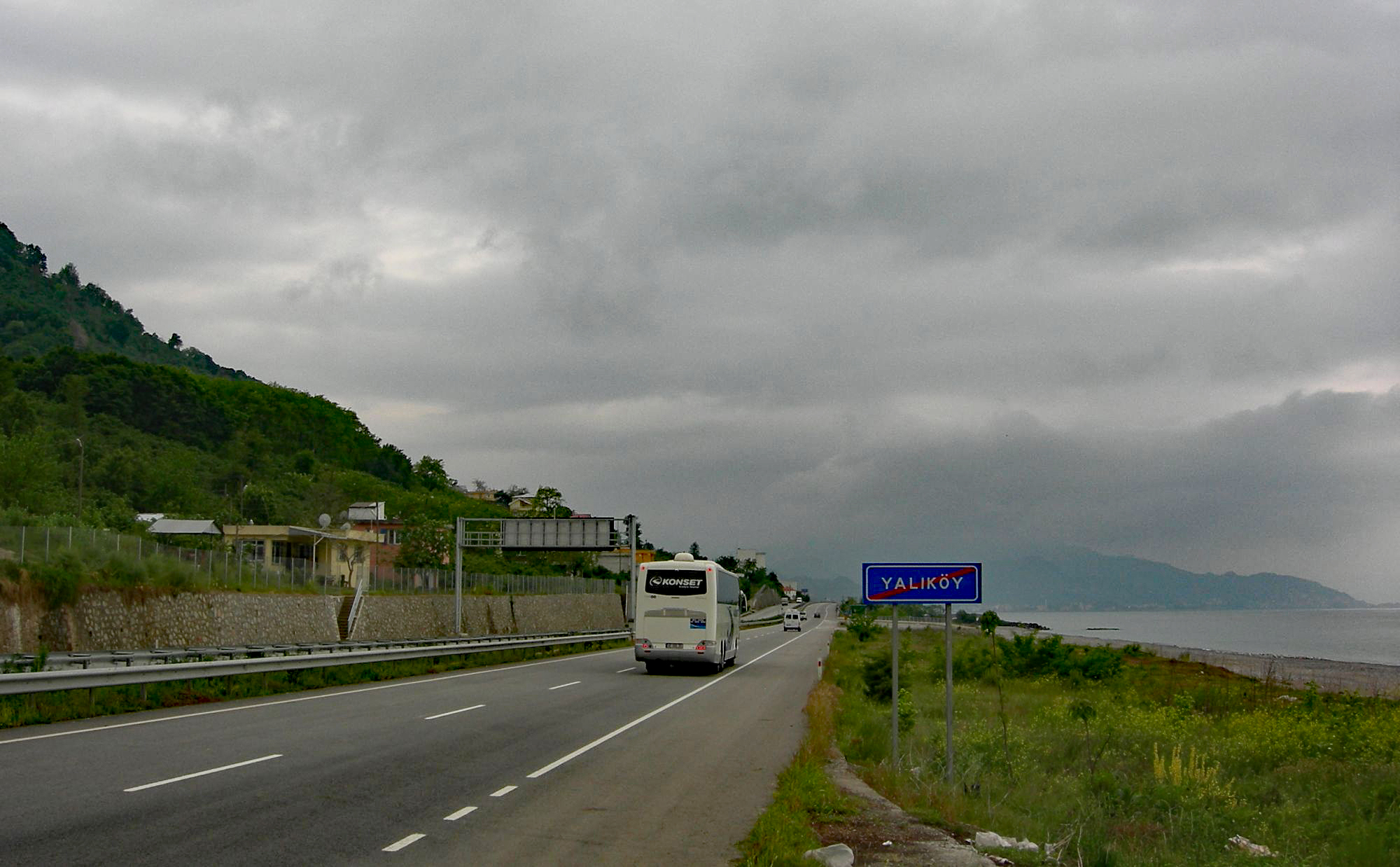
Е70 біля Тиреболу на турецькому узбережжі Чорного моря

## Див. Також
- Список європейських автомобільних маршрутів